# Viguierella madagascariensis
Viguierella madagascariensis là một loài thực vật có hoa trong họ Hòa thảo. Loài này được A.Camus miêu tả khoa học đầu tiên năm 1926.